# Xestia fuscostigma
Xestia fuscostigma är en fjärilsart som beskrevs av Bremer 1864. Xestia fuscostigma ingår i släktet Xestia och familjen nattflyn. Inga underarter finns listade i Catalogue of Life.